# Giải bóng đá hạng tư quốc gia Cộng hòa Síp 2013–14
Giải bóng đá hạng tư quốc gia Cộng hòa Síp 2013–14 là mùa giải thứ 29 của giải bóng đá hạng tư Cộng hòa Síp. Enosi Neon Ypsona giành danh hiệu đầu tiên.

## Thể thức thi đấu
Có 15 đội tham gia Giải bóng đá hạng tư quốc gia Cộng hòa Síp 2013–14. Tất cả các đội đều thi đấu 2 trận, một trân sân nhà và một trận sân khách. Đội nhiều điểm nhất sẽ lên ngôi vô địch. Hai đội đầu bảng thăng hạng Giải bóng đá hạng ba quốc gia Cộng hòa Síp 2014–15 và hai đội cuối bảng xuống chơi ở các giải khu vực.

### Hệ thống điểm
Các đội bóng nhận 3 điểm cho một trận thắng, 1 điểm cho một trận hòa và 0 điểm cho một trận thua.

## Thay đổi so với mùa giải trước
Các đội thăng hạng Giải bóng đá hạng ba quốc gia Cộng hòa Síp 2013–14
- MEAP Nisou
- Finikas Ayias Marinas Chrysochous
- THOI Lakatamia
- Konstantios & Evripidis Trachoniou

Các đội xuống hạng từ Giải bóng đá hạng ba quốc gia Cộng hòa Síp 2012–13
- Frenaros FC
- Atromitos Yeroskipou 1

1Atromitos Yeroskipou rút khỏi Giải bóng đá hạng tư quốc gia Cộng hòa Síp 2013–14.
Các đội thăng hạng từ các giải khu vực
- Digenis Akritas Ypsona
- Enosis Kokkinotrimithia
- Lenas Limassol
- Olympias Lympion
- Omonia Oroklinis
- OXEN Peristeronas

Các đội xuống hạng các giải khu vực
- AEN Ayiou Georgiou Vrysoullon-Acheritou
- Dynamo Pervolion

## Sân vận động và địa điểm
| Câu lạc bộ                   | Địa điểm                                     |
| ---------------------------- | -------------------------------------------- |
| Amathus Ayiou Tychona        | Germasogeia Municipal Stadium                |
| ASPIS Pylas                  | Pyla Municipal Stadium                       |
| Digenis Akritas Ypsona       | Stelios Chari Stadium                        |
| Elpida Astromeriti           | Akaki Municipal Stadium                      |
| Enosi Neon Ypsona            | Stelios Chari Stadium                        |
| Enosis Kokkinotrimithia      | Kokkinotrimithia Municipal Stadium           |
| Iraklis Gerolakkou           | Kykkos Stadium                               |
| Kissos Kissonergas           | Kissonerga Municipal Stadium                 |
| Livadiakos/Salamina Livadion | Ayia Pasaskevi Livadion Municipality Stadium |
| Lenas Limassol               | Trachoni Municipal Stadium                   |
| Olympias Lympion             | Olympias Lympion Stadium                     |
| Omonia Oroklinis             | Oroklini Municipal Stadium                   |
| OXEN Peristeronas            | Katokopia Peristerona Stadium                |
| P.O. Xylotymvou              | Xylotympou Municipal Stadium                 |
| Frenaros FC                  | Frenaros Municipal Stadium                   |

## Bảng xếp hạng
| Vị thứ | Đội                          | St. | T. | H. | B. | BT. | BB. | HS. | Đ. | Ghi chú                                                                | Thành tích đối đầu |
| ------ | ---------------------------- | --- | -- | -- | -- | --- | --- | --- | -- | ---------------------------------------------------------------------- | ------------------ |
| 1      | Enosi Neon Ypsona            | 28  | 21 | 3  | 4  | 67  | 27  | 40  | 66 | Vô địch-Thăng hạng Giải bóng đá hạng ba quốc gia Cộng hòa Síp 2014–15. |                    |
| 2      | Amathus Ayiou Tychona        | 28  | 20 | 5  | 3  | 77  | 20  | 57  | 65 | Thăng hạng Giải bóng đá hạng ba quốc gia Cộng hòa Síp 2014–15.         |                    |
| 3      | ASPIS Pylas                  | 28  | 20 | 4  | 4  | 68  | 27  | 41  | 64 |                                                                        |                    |
| 4      | Iraklis Gerolakkou           | 28  | 16 | 4  | 8  | 55  | 25  | 30  | 52 |                                                                        |                    |
| 5      | Digenis Akritas Ypsona       | 28  | 13 | 9  | 6  | 44  | 28  | 16  | 48 |                                                                        |                    |
| 6      | Elpida Astromeriti           | 28  | 13 | 3  | 12 | 44  | 39  | 5   | 42 | Elpida 3p, 2-2, 2 a.. POX 3p, 2-2, 1 a..                               |                    |
| 7      | P.O. Xylotymvou              | 28  | 12 | 6  | 10 | 44  | 39  | 5   | 42 | Elpida 3p, 2-2, 2 a.. POX 3p, 2-2, 1 a..                               |                    |
| 8      | Livadiakos/Salamina Livadion | 28  | 11 | 3  | 14 | 32  | 49  | -17 | 36 | Livadiakos 6p Frenaros FC 0p                                           |                    |
| 9      | Frenaros FC                  | 28  | 11 | 3  | 14 | 43  | 45  | -2  | 36 | Livadiakos 6p Frenaros FC 0p                                           |                    |
| 10     | Lenas Limassol               | 28  | 10 | 4  | 14 | 41  | 44  | -3  | 34 | Lenas 3p, 4-3 Omonia 3p, 3-4                                           |                    |
| 11     | Omonia Oroklinis             | 28  | 10 | 4  | 14 | 35  | 46  | -11 | 34 | Lenas 3p, 4-3 Omonia 3p, 3-4                                           |                    |
| 12     | Olympias Lympion             | 28  | 8  | 7  | 13 | 39  | 39  | 0   | 31 |                                                                        |                    |
| 13     | Enosis Kokkinotrimithia      | 28  | 8  | 4  | 16 | 24  | 56  | -32 | 28 |                                                                        |                    |
| 14     | OXEN Peristeronas            | 28  | 6  | 3  | 19 | 23  | 58  | -35 | 21 | Xuống hạng các giải khu vực.                                           |                    |
| 15     | Kissos Kissonergas1          | 28  | 0  | 0  | 28 | 0   | 94  | -94 | 0  | Xuống hạng các giải khu vực.                                           |                    |

1Kissos FC Kissonergas bỏ giải sau vòng đấu 22. Quyết định rút khỏi giải được đưa ra sau khi đội bóng bị phạt nặng bởi ủy ban tư pháp của Hiệp hội bóng đá Cộng hòa Síp. Các trận đấu còn lại của Kissos FC bị hủy bỏ và phần thắng cho các đối thủ với tỉ số 3–0 trước Kissos FC. Thêm vào đó, tất cả điểm số của đội bị hủy bỏ và trở về 0 điểm.
Hệ thống điểm: Thắng=3 điểm, Hòa=1 điểm, Thua=0 điểm
Quy tắc xếp hạng: 1) Điểm; 2) Điểm thành tích đối đầu; 3) Hiệu số đối đầu; 4) Bàn thắng sân khách đối đầu; 5) Hiệu số; 6) Số bàn thắng

Nguồn: League standings at CFA

## Kết quả
| ↓Home / Away→ | AMT | ASP | DGN | ENY | ELP | ENK | IRK | KSS | LSL | LNS | OLM | OMN | OXN | POX | FRN |
| ------------- | --- | --- | --- | --- | --- | --- | --- | --- | --- | --- | --- | --- | --- | --- | --- |
| Amathus       |     | 0-0 | 0-0 | 3-1 | 0-0 | 3-0 | 4-2 | 6-0 | 5-1 | 0-0 | 5-1 | 5-0 | 6-0 | 5-2 | 1-0 |
| ASPIS         | 2-3 |     | 2-2 | 0-3 | 3-2 | 4-1 | 3-2 | 7-0 | 2-0 | 2-1 | 1-0 | 3-2 | 3-0 | 3-1 | 3-1 |
| Digenis       | 0-1 | 1-1 |     | 0-0 | 1-0 | 2-0 | 3-2 | 3-0 | 1-0 | 3-3 | 1-1 | 3-1 | 5-1 | 1-1 | 3-1 |
| ENY           | 2-1 | 3-2 | 5-2 |     | 4-1 | 7-1 | 1-1 | 3-0 | 2-0 | 0-0 | 2-1 | 5-1 | 2-1 | 4-1 | 3-2 |
| Elpida        | 2-4 | 0-4 | 1-2 | 0-1 |     | 2-1 | 2-1 | 3-0 | 2-0 | 4-1 | 2-1 | 2-1 | 4-0 | 0-1 | 2-1 |
| Enosis        | 2-1 | 0-5 | 0-0 | 0-1 | 1-0 |     | 0-3 | 3-0 | 0-1 | 3-1 | 0-2 | 1-1 | 1-0 | 0-5 | 2-2 |
| Iraklis       | 2-1 | 0-1 | 1-0 | 2-1 | 0-0 | 2-0 |     | 3-0 | 8-1 | 1-0 | 3-1 | 3-0 | 2-0 | 4-0 | 2-0 |
| Kissos        | 0-3 | 0-3 | 0-3 | 0-3 | 0-3 | 0-3 | 0-3 |     | 0-3 | 0-3 | 0-3 | 0-3 | 0-3 | 0-3 | 0-3 |
| Livadiakos    | 1-3 | 0-2 | 1-0 | 1-3 | 3-2 | 1-2 | 1-1 | 3-0 |     | 1-0 | 1-2 | 2-1 | 2-0 | 1-6 | 3-1 |
| Lenas         | 0-3 | 1-4 | 0-1 | 1-2 | 1-1 | 0-3 | 1-0 | 5-0 | 2-0 |     | 3-2 | 3-1 | 3-0 | 2-1 | 1-2 |
| Olympias      | 0-2 | 1-1 | 1-1 | 1-2 | 3-2 | 5-0 | 1-1 | 3-0 | 2-1 | 1-2 |     | 0-1 | 1-1 | 0-0 | 2-0 |
| Omonia        | 1-1 | 0-3 | 2-1 | 1-2 | 1-2 | 3-0 | 0-3 | 3-0 | 0-1 | 2-1 | 2-1 |     | 3-0 | 1-0 | 1-1 |
| OXEN          | 0-3 | 1-2 | 1-0 | 2-1 | 0-2 | 0-0 | 1-2 | 3-0 | 1-1 | 1-2 | 2-1 | 2-1 |     | 0-1 | 1-2 |
| POX           | 0-3 | 1-0 | 1-3 | 2-1 | 1-2 | 2-0 | 1-0 | 3-0 | 1-1 | 5-4 | 1-1 | 0-0 | 3-0 |     | 0-2 |
| Frenaros FC   | 1-5 | 1-2 | 1-2 | 0-3 | 3-1 | 3-0 | 2-1 | 4-0 | 0-1 | 1-0 | 2-1 | 1-2 | 5-2 | 1-1 |     |

1Kissos FC Kissonergas bỏ giải sau vòng đấu 22. Quyết định rút khỏi giải được đưa ra sau khi đội bóng bị phạt nặng bởi ủy ban tư pháp của Hiệp hội bóng đá Cộng hòa Síp. Các trận đấu còn lại của Kissos FC bị hủy bỏ và phần thắng cho các đối thủ với tỉ số 3–0 trước Kissos FC. Thêm vào đó, tất cả điểm số của đội bị hủy bỏ và trở về 0 điểm.
Nguồn: Results at CFA